# Arcidiecéze valladolidská
Arcidiecéze valladolidská (Archidiócesis de Valladolid) je římskokatolická metropolitní arcidiecéze ve Španělsku, jejíž sídlo je v Valladolidu. Biskupství ze bylo založeno roku 1595, od roku 1857 je arcibiskupstvím. Katedrálou je kostel Nanebevzetí Panny Marie ve Valladolidu (Catedral de Nuestra Señora de la Asunción de Valladolid).